# La Tribune (Sherbrooke)
Pour les articles homonymes, voir Sherbrooke (homonymie) et La Tribune.
La Tribune est un journal quotidien membre de la Coopérative nationale d'information indépendante publié à Sherbrooke, au Québec. 
Aujourd'hui diffusé uniquement en ligne, son tirage était évalué à environ 35 000 copies en semaine en 2010. La salle de presse comptait alors une trentaine de journalistes. 
Le journal est actuellement édité par la Coopérative La Tribune, membre du groupe de presse Coopérative nationale de l'information indépendante depuis 2020. En novembre 2020, Hugo Fontaine a été nommé au poste de directeur général de la Coopérative La Tribune. En 2022, Chloé Cotnoir est nommée rédactrice en chef et devient la première femme à occuper ce poste dans l’histoire du journal. 

## Histoire

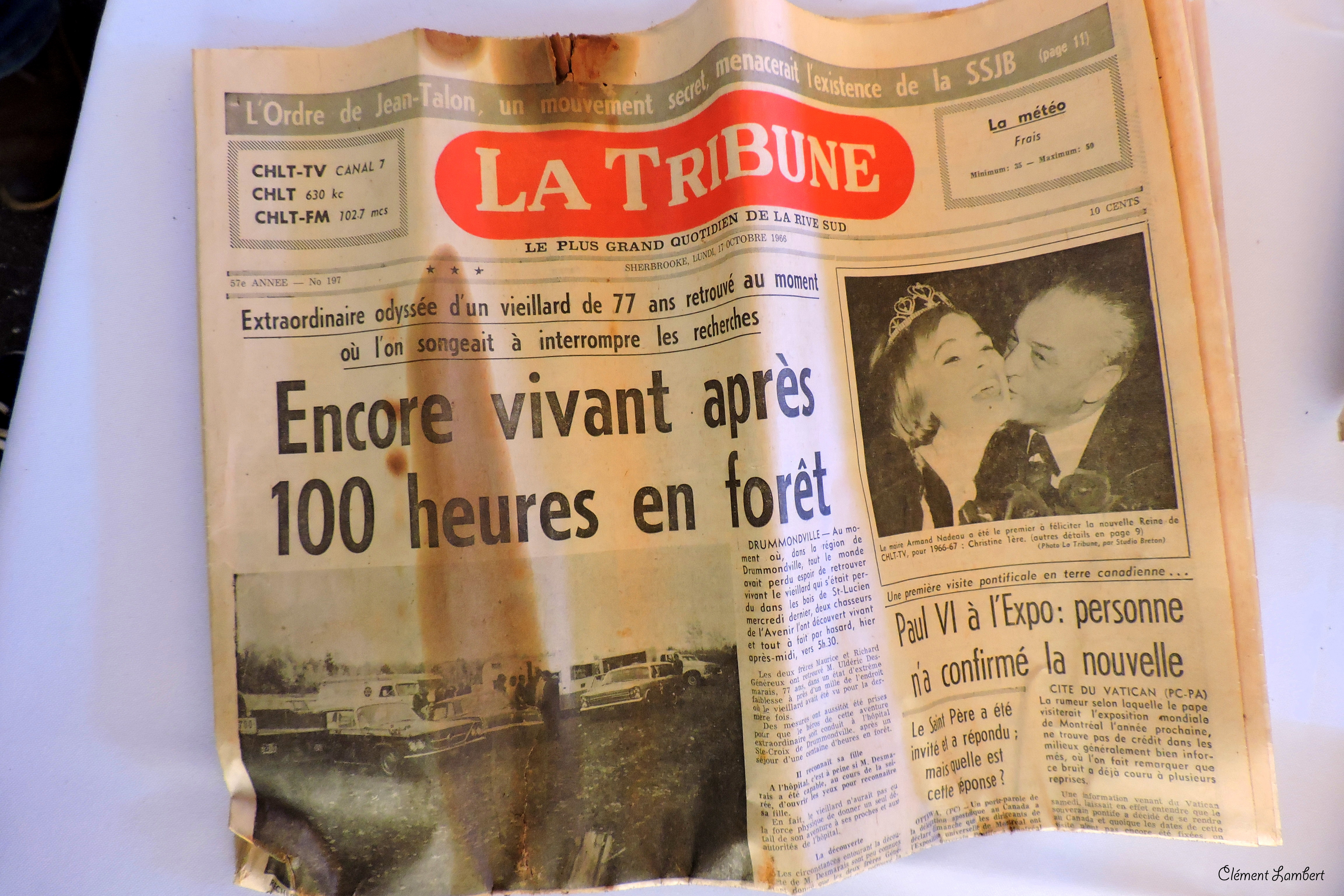
Une du 17 octobre 1966.

Le journal fut fondé le 21 février 1910 par Jacob Nicol, nommé sénateur libéral le 14 juillet 1944 et mort le 23 septembre 1958 à l'âge de 82 ans. Le journal fait alors concurrence au Progrès de l'Est.
Le premier numéro est imprimé dans un édifice de la rue Wellington nord. Le siège social et la salle de rédaction déménagent ensuite au 221 rue Dufferin, coin rue Frontenac, dans un secteur du centre-ville longeant la rivière Magog. 
Le premier quotidien francophone de la région des Cantons-de-l'Est, il affiche son orientation libérale et catholique. La Tribune a un tirage initial de 5 000 copies.
Acquis par Paul Desmarais en 1955, le journal sera intégré à la Corporation de valeurs Trans-Canada puis à la filiale Gesca au cours des années 1960, après la prise de contrôle de Power Corporation par M. Desmarais. La Tribune frôle les 40 000 copies en semaine dans les années 1970 et passe à 50 000 copies dans les années 1980.
En octobre 1976, les bureaux et l'impression du journal déménagent au 1950 rue Roy, dans le parc industriel dans l'ouest de la ville.
Le 14 mars 2015, Gesca se départit de ses six quotidiens régionaux, incluant La Tribune, qui sont vendus à Groupe Capitales Médias, une société dirigée par l'ancien ministre libéral Martin Cauchon.
En décembre 2019, La Tribune devient une coopérative de solidarité. Elle est associée à la Coopérative nationale de l’information indépendante (CN2I).
Le 15 février 2020, le journal La Tribune est imprimé dans les locaux du journal pour la dernière fois. L'impression est ensuite sous-traitée à un imprimeur d'Anjou, tout comme l'impression de La Voix de l'Est.
Dans le contexte de la pandémie de COVID-19, la publication papier se voit réduite uniquement à l'édition du samedi à partir de mars 2020 pour des motifs financiers.
Depuis le 1er mai 2020, les bureaux du journal sont situés au 780, rue King Ouest, tout près du centre-ville.
En décembre 2023, La Tribune met fin complètement à son édition papier et poursuit ses publications uniquement au format numérique. Ainsi, la dernière édition imprimée paraît le 30 décembre 2023; ce fut l'occasion de faire un retour sur l'historique du journal depuis sa création.

### Identité visuelle

Logo de La Tribune avant le rachat par Capitales Médias en 2015.
Logo de La Tribune depuis 2015.